# 2078
Rok 2078 (MMLXXVIII) gregoriánského kalendáře začne v sobotu 1. ledna a skončí v sobotu 31. prosince.

## Předpokládané a naplánované události
- 100. výročí založení značky piva Coors Light